# Guerra de los Diez Años

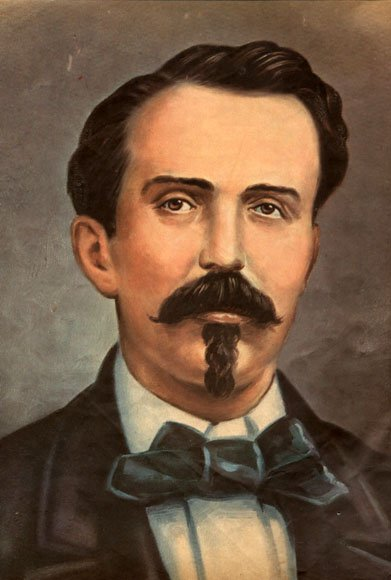
Carlos Manuel de Céspedes

La Guerra de los Diez Años, Guerra del 68 o Guerra Grande (1868-1878), también conocida en España como Guerra de Cuba, fue la primera de las tres guerras cubanas de independencia, insurrectas contra las fuerzas provinciales españolas. La guerra comenzó con el Grito de Yara, en la noche del 9 al 10 de octubre de 1868, en la finca La Demajagua, en Manzanillo, que pertenecía a Carlos Manuel de Céspedes.
Terminó diez años más tarde con la Paz de Zanjón o Pacto de Zanjón, donde se establece la capitulación del Ejército Independentista Cubano o Mambises frente a las tropas españolas. Sin embargo, grupos dispersos de patriotas cubanos continuaron luchando durante la mayor parte del año 1878 e intentarían reiniciar la lucha durante la llamada Guerra Chiquita (1879-1880).
Según el informe presentado por el presidente del gobierno español Antonio Cánovas del Castillo ante las Cortes la guerra había causado unos cien mil muertos y había costado doscientos cincuenta millones de pesetas.

## Antecedentes
Las "leyes especiales" prometidas en la Constitución española de 1837 nunca se promulgaron por lo que la isla de Cuba siguió regida por un capitán general que ejercía un poder prácticamente absoluto, generalmente en favor de los grandes propietarios de las plantaciones esclavistas de caña de azúcar —la llamada "sacarocracia"—, por ejemplo, tolerando la entrada clandestina de medio millón de esclavos procedentes de África entre 1820 y 1873. Ese estado de cosas se mantuvo hasta que apareció un nuevo grupo de propietarios ligados al comercio y a las empresas tabaqueras, en su mayoría emigrantes españoles de primera o segunda generación. Los gobiernos de la Unión Liberal del general O'Donnell formaron una comisión para estudiar las reformas que se debían aplicar en Cuba pero no llegó a ninguna conclusión. En ese contexto es en el que se produjo el Grito de Yara que inició la primera guerra de la independencia cubana.

## Causas de la guerra

### Causas económicas
- Cuba estaba siendo afectada por las crisis económicas de los años 1857 y 1866.
- Las regiones occidental y oriental tenían diferente situación económica. La región occidental era más desarrollada, tenía más esclavos, mayor producción y más facilidades de comercio que la zona oriental. Esto hacía que muchos hacendados orientales se arruinaran.
- España imponía altos impuestos y tributos sin consultar con los habitantes de la isla.
- España sostenía un rígido control comercial que afectaba enormemente a la economía en la isla.
- España utilizaba los fondos extraídos de la isla para asuntos ajenos al interés cubano, como financiar grandes desembolsos armamentísticos (más de la tercera parte del presupuesto nacional), desarrollar la colonia de Fernando Poo y otros. Estos gastos se hacían en un momento en que se necesitaba un fuerte proyecto inversionista para modernizar la industria azucarera, lo cual empeoraba la situación de la colonia.
- La comprensión de la necesidad de introducir el trabajo asalariado como única vía para hacer avanzar la industria azucarera, algo poco dado en las colonias españolas.

### Causas políticas
La revolución española de 1868, La Gloriosa, fue precedida por una amplia conspiración vinculada a los intereses de los criollos reformistas cubanos, emparentados con los generales Serrano y Dulce. Pero la Gloriosa fue también el detonante de la revolución en Cuba, donde el ambiente estaba preparado psicológicamente desde el abandono de Santo Domingo en 1865 y la Guerra de Secesión Estadounidense. Sin embargo, la revuelta no fue encabezada por negros esclavos o libertos, sino por personajes de las clases medias. Acontecimiento que no habían previsto los criollos reformistas.

- España negaba a los cubanos el derecho de reunión como no fuera bajo la supervisión de un jefe militar.
- No existía la libertad de prensa.
- Era ilegal formar partidos políticos.
- Fracaso de la Junta de información de 1867 y con esto la agudización de las contradicciones colonia-metrópoli unido a la maduración de un pensamiento independentista con figuras como Félix Varela, José Antonio Saco y otros.

### Causas sociales
- Marcada división de clases.
- La existencia de prejuicios raciales.
- En Cuba existía la esclavitud, que además de ser cruel era un freno para el desarrollo económico de la isla, pues el desarrollo de la tecnología hacía imprescindible el uso de obreros cualificados.

De todos los grandes conflictos potenciales, la esclavitud era el mayor. En las Cortes de Cádiz, el abogado español antiesclavista Agustín Argüelles presentó en 1811 una proposición para abolir la trata de esclavos. El diputado cubano Andrés Jáuregui se opuso radicalmente, amenazando con una sublevación contra España si se abolía el tráfico. Las amenazas de segregarse y de pedir la anexión a Estados Unidos marcaron las siguientes discusiones y votaciones, donde los diputados americanos se manifestaron contra la trata de esclavos y los cubanos, tanto criollos como peninsulares, a favor.

Los cubanos integrantes del bloque oligárquico que residían fundamentalmente en las provincias de La Habana y Matanzas, se habían opuesto a la Guerra de los Diez Años, prefiriendo conservar sus esclavos y plantaciones —manteniendo sus negocios— a la libertad de la Isla.

### Opinión de José Martí sobre la guerra
Diez de Octubre

No es sueño, es verdad: grito de guerra 
 Lanza el cubano pueblo, enfurecido; 
 El pueblo que tres siglos ha sufrido 
 Cuanto de negro la opresión encierra.

Del ancho Cauto a la Escanbraica sierra, 
 ruge el cañón y, al bélico estampido, 
 el bárbaro opresor, estremecido, 
 gime, solloza y tímido se aterra.
Fragmentos del poema 10 de Octubre, escrito por Martí a razón del comienzo de la guerra

## La guerra

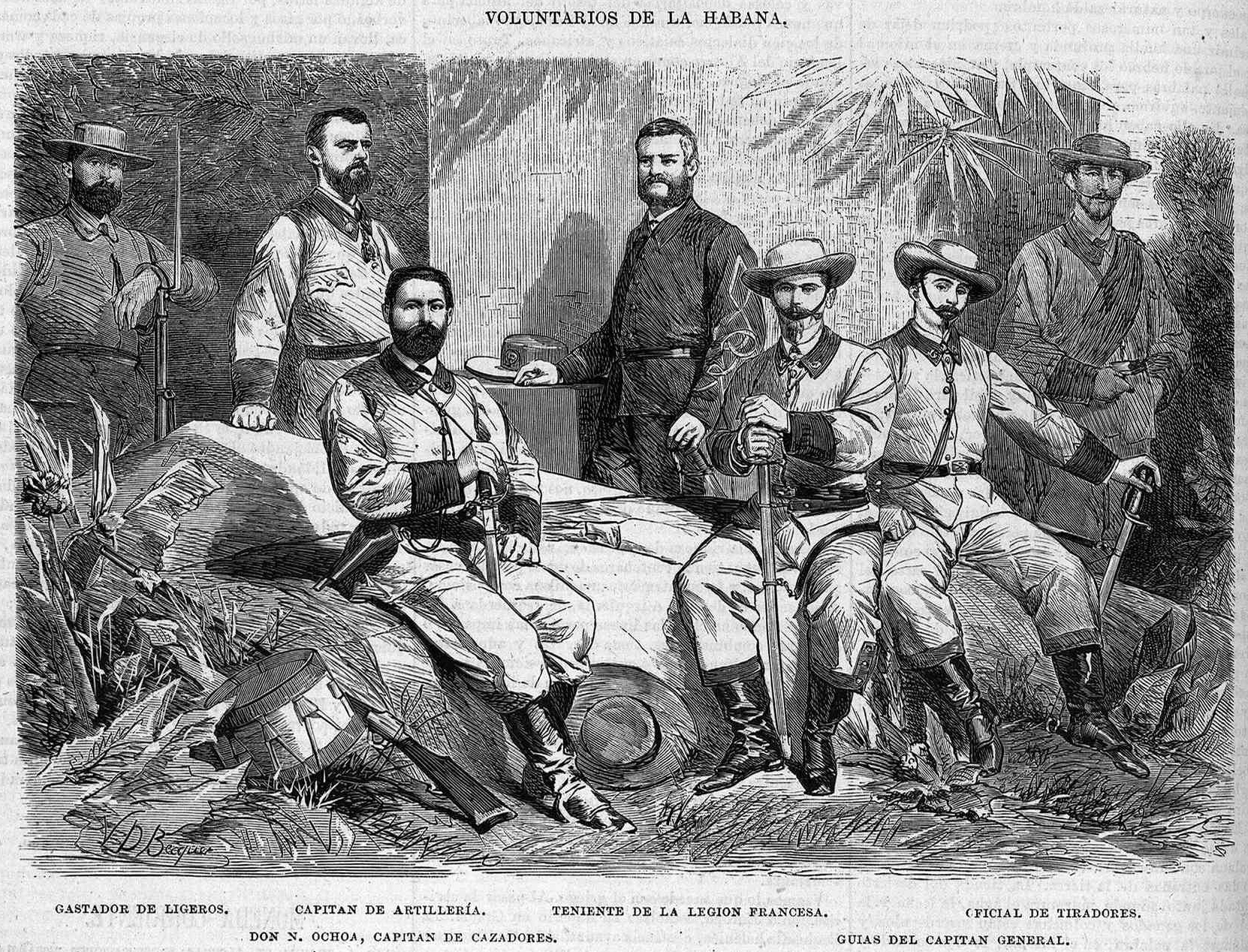
Voluntarios de La Habana por Valeriano Domínguez Bécquer (La Ilustración de Madrid, mayo de 1870)

La insurrección independentista comenzó el 10 de octubre de 1868 con el llamado Grito de Yara pronunciado por el hacendado Carlos Manuel de Céspedes en su propiedad del oriente de la isla llamada La Demajagua, un ingenio pequeño, anticuado, pobre e hipotecado por deudas.[cita requerida] Previamente Céspedes había liberado a sus esclavos y leído la declaración de independencia, el Manifiesto de la Junta Revolucionaria de la Isla de Cuba, donde explica las causas de la guerra y sus objetivos.
Sin embargo el grito de Yara no fue secundado por los hacendados del Occidente de la Isla, mucho más próspero que el Oriente. Por su parte el "partido español" optó por enfrentarse tanto a los insurrectos como a los representantes del gobierno metropolitano que tras la revolución de 1868 pretendía introducir ciertas reformas en la isla, "por más que este programa liberalizador hubiese de ser, por fuerza, harto moderado, si pensamos que el poder estaba en manos de hombres como [los generales] Serrano o Dulce, asociados por sus respectivos matrimonios a la riqueza azucarera cubana".

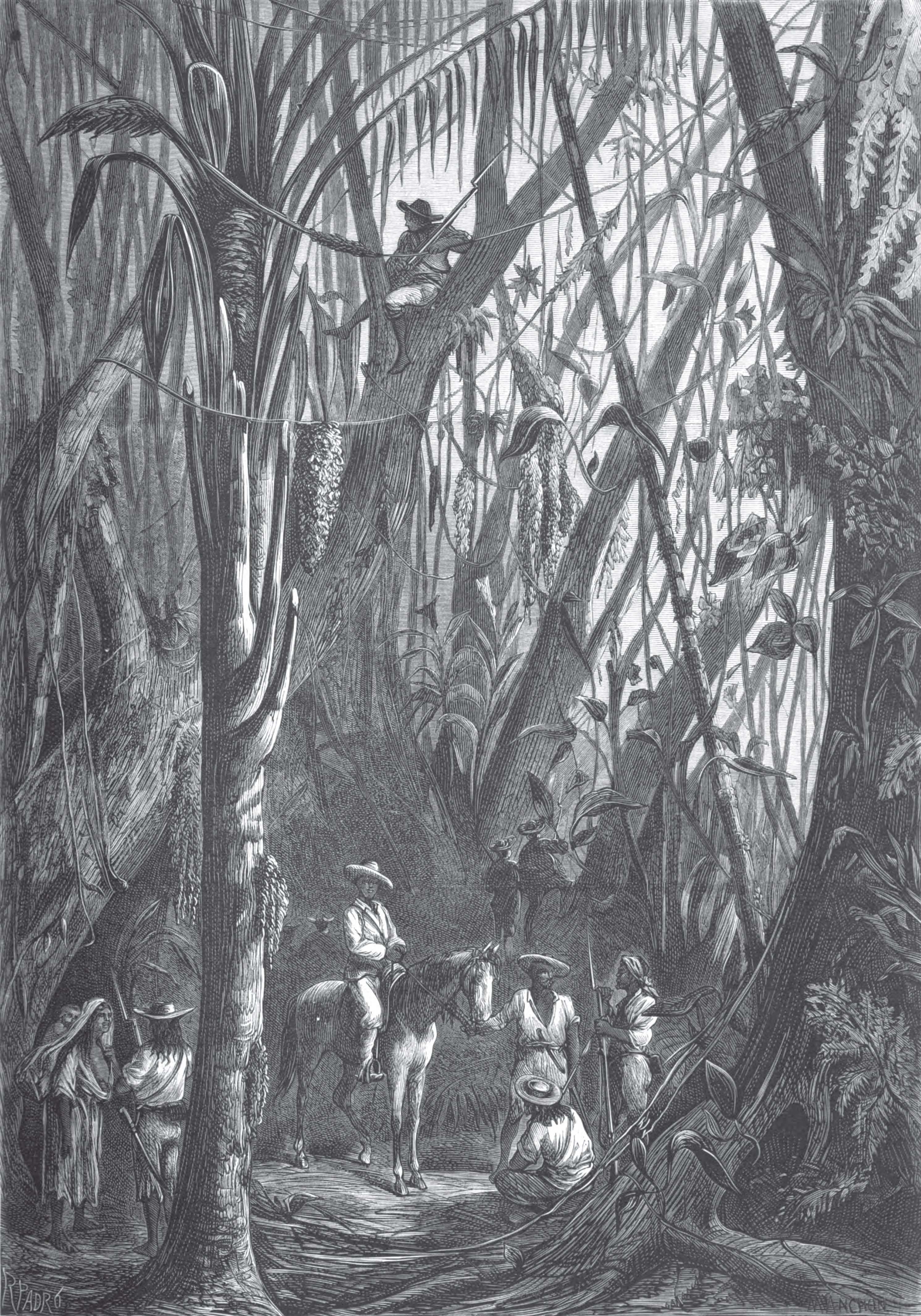
Grupo de insurrectos en la manigua (La Ilustración Española y Americana, febrero de 1872)

Así pues, la guerra comienza el 10 de octubre de 1868, cuando Céspedes pone en libertad a sus esclavos y lee la declaración de independencia, el Manifiesto de la Junta Revolucionaria de la Isla de Cuba, donde explica las causas de la guerra y sus objetivos.
Esta guerra tuvo un carácter antiesclavista, anticolonialista y de liberación nacional. Además, desde el punto de vista cultural ayudó a que el sentimiento de nacionalismo se afianzara. Se luchó por el progreso de la economía y sociedad, por lo que tuvo un carácter contracultural.

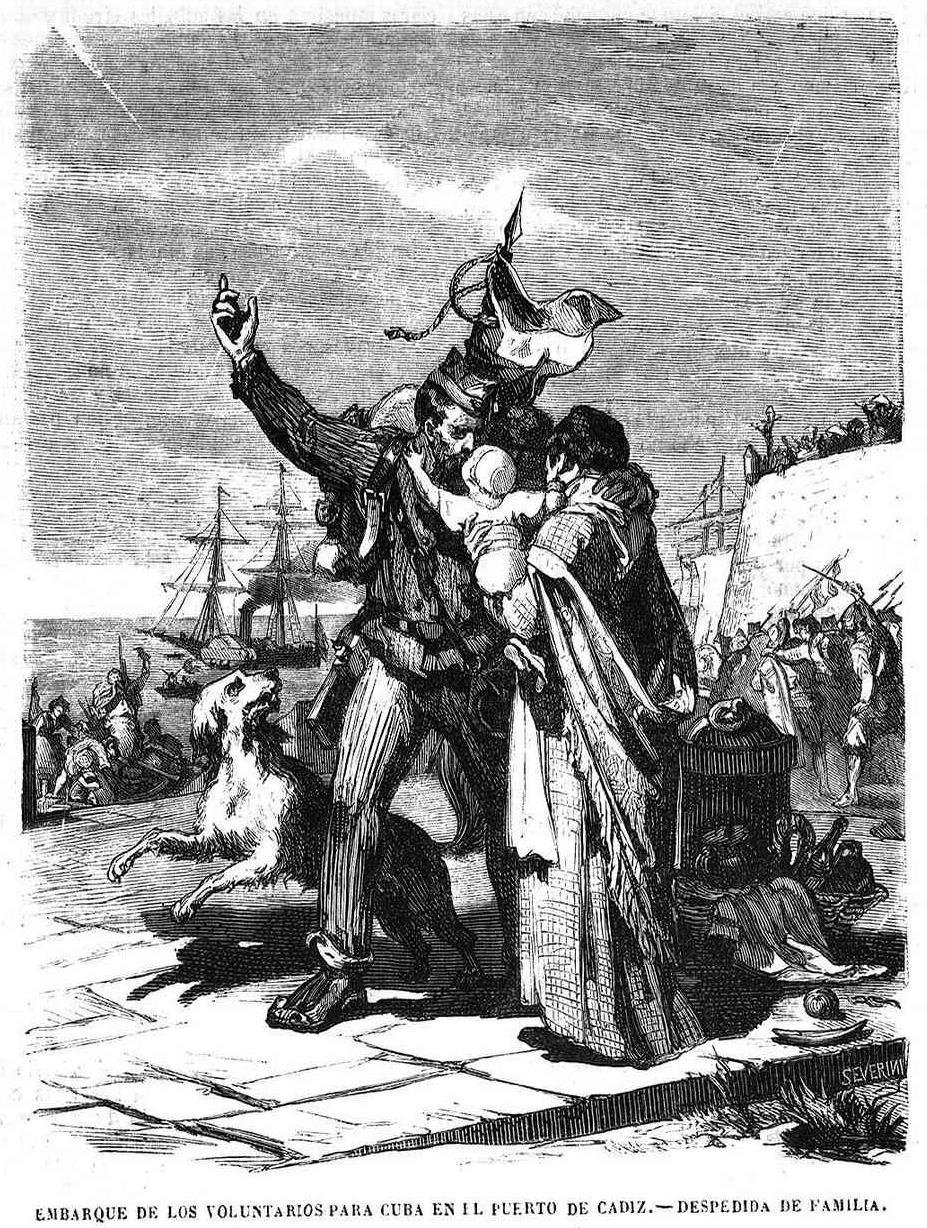
Embarque de los voluntarios para Cuba en el puerto de Cádiz, grabado de Severini (El Museo Universal, noviembre de 1869)

El hito militar más relevante fue la toma de Bayamo por parte de los insurgentes, ciudad que posteriormente incendiarían. Cuando los generales enviados desde la Península para combatirles, como el conde de Valmaseda o Valeriano Weyler, utilizaron la política de la tierra quemada, que ya habían usado en Santo Domingo, para dejar sin apoyos ni recursos a la guerrilla insurgente, Céspedes respondió con la misma política y ordenó la destrucción de las plantaciones de caña de azúcar —«las llamas [habían de ser] los faros de nuestra libertad», afirmó— y a pedir que se sublevase a las dotaciones de esclavos —«Cuba libre es incompatible con Cuba esclavista»—. Este programa político, a pesar de que contemplaba la abolición de forma gradual e indemnizando a los propietarios, como en Inglaterra, fue rechazado por los propietarios azucareros del Occidente de la Isla y por la burguesía de La Habana de origen metropolitano.

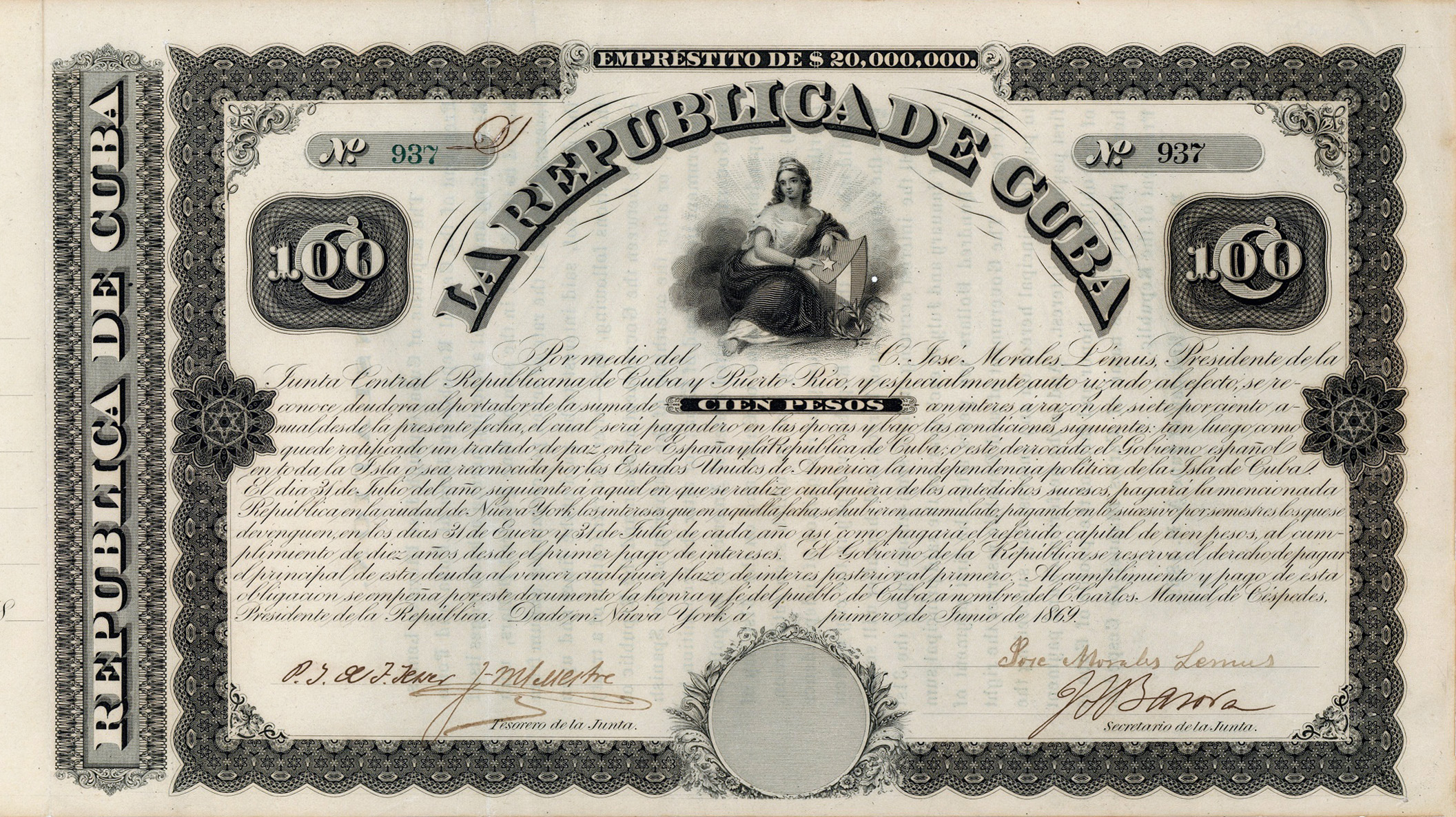
Bono de 100 pesos para financiar el levantamiento en Cuba contra la potencia colonial España, emitido el 1 de junio de 1869 en Nueva York por el gobierno cubano en el exilio, firmado en el original por José Morales Lemus como Presidente de la Junta Central Republicana de Cuba y Puerto Rico

El Gobierno Provisional de 1868-1871 envió a Cuba al general Domingo Dulce como nuevo capitán general para que iniciara ciertas reformas que pusieran fin a la sublevación, pero se encontró con la radical oposición de la alta burguesía de La Habana, que controlaba el comercio, la banca, la producción de tabaco, las navieras y otras actividades fundamentales, y que contaba con el apoyo armado de los «batallones de voluntarios del comercio».
El citado "partido peninsular" o "partido español" es el que se hizo dueño de la isla, logrando no solamente echar a Dulce sino a la mayoría de los funcionarios nombrados por los gobiernos del Sexenio Democrático.[cita requerida] Es posible incluso que este grupo estuviera detrás del asesinato del general Juan Prim,[cita requerida] presidente del gobierno español, que parecía dispuesto a negociar con los insurgentes, y que también fuera uno de los promotores de la Restauración borbónica en España ya que ayudó a financiar el pronunciamiento del general Arsenio Martínez Campos que el 29 de diciembre de 1874 puso fin a la Primera República Española seguramente[cita requerida] por medio de José Cánovas del Castillo, directivo del Banco Español en la Isla de Cuba y hermano del jefe del partido alfonsino, Antonio Cánovas del Castillo.
Que la guerra durara diez años a pesar de los medios con que contaban los que se oponían a los insurgentes independentistas se debió, según Josep Fontana, a la "escasa capacidad de la metrópoli, que hubo de ver cómo se perdía la tercera parte de los soldados llevados a la isla, vestidos con malos uniformes, mal alimentados y pésimamente preparados, de modo que un 90 por 100 de los que murieron lo hicieron en hospitales y por causas naturales".

### Cronología

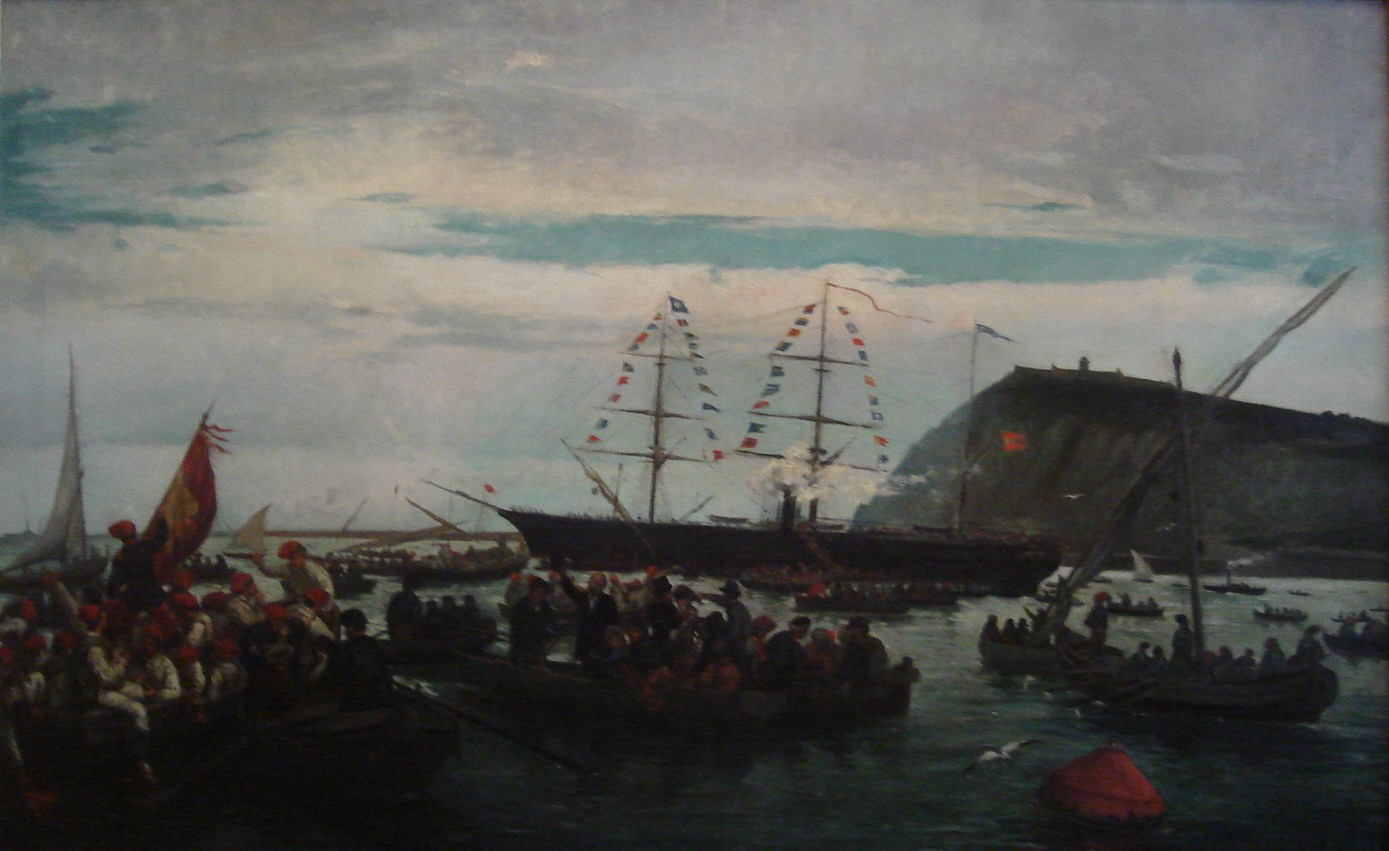
Voluntarios españoles embarcándose en Barcelona para la guerra en Cuba (1870)

- 10-10-1868: levantamiento de la Demajagua, en Oriente, encabezado por Céspedes, quien lanza su Manifiesto del 10 de Octubre.
- 11-10-1868: ataque a Yara, primer combate de la guerra.
- 20-10-1868: ataque y toma de Bayamo, composición de la letra del Himno Nacional en Bayamo.
- 4-11-1868: primera carga al machete en Pinos de Baire.
- 4-11-1868: alzamiento de las Clavellinas, en Camagüey.
- 26-11-1868: reunión del paradero de Las Minas.
- 27-12-1868: desembarco de la expedición del Galvanic.
- Enero de 1869: acciones de los voluntarios en La Habana.
- 11-01-1869: incendio de Bayamo.
- 07-02-1869: alzamiento de las Villas, en el Cafetal González.
- 10-04-1869: asamblea de Guaímaro, constitución de la República de Cuba en Armas. Elección de Céspedes como primer presidente de dicha república.
- 10-04-1869: incendio de Guáimaro.
- 11-05-1869: desembarco de la expedición del Perrit.
- 13-05-1869: desembarco de la expedición de El Salvador.
- 1869: José Martí publica los periódicos Diablo Cojuelo y Patria Libre, donde incluye el poema «Abdala».
- 08-09-1869: muerte en combate del Mayor general Ángel del Castillo en Lázaro López.
- 29-12-1869: desembarco de la expedición del Anna.
- 31-12-1869: desembarco de la expedición del Hornet.
- 06-02-1870: renuncia de Thomas Jordan al cargo de General en Jefe del Ejército Libertador de Cuba.
- 24/25-05-1870: desembarco de la expedición del Upton.
- 17-06-1871:  desembarco de la "Expedición Venezolana de la Vanguardia" a bordo del Virginius.
- 17-08-1870: fusilamiento del Mayor general Perucho Figueredo, compositor del Himno Nacional.
- 15-01-1871: deportación de Martí a España.
- Abril de 1871: las autoridades españolas dan inicio a la construcción de la Trocha de Júcaro a Morón, con el objetivo de frenar el avance de las fuerzas independentistas cubanas.
- Julio de 1871: inicio de la Invasión a Guantánamo.
- 04-08-1871: combate del Cafetal La Indiana.
- 08-10-1871: rescate de Sanguily.
- 1871: se publica la obra de Martí El presidio político en Cuba.
- 27-11-1871 fusilamiento de los Ocho Estudiantes de Medicina en La Habana.
- 1873: se publica La República Española ante la Revolución Cubana.
- 11-05-1873: muerte en combate del Mayor general Agramonte en Jimaguayú.
- 9-6-1873: desembarco de la expedición  Bolívar a bordo del Virginius
- 27-10-1873: destitución de Céspedes en Bijagual, le sucede en el cargo Salvador Cisneros Betancourt.
- 31-10-1873: captura en aguas internacionales de la expedición del Virginius.
- 09-11-1873: batalla de La Sacra.
- 02-12-1873: batalla de Palo Seco.
- 10/11-02-1874: batalla de Naranjo-Mojacasabe.
- 27-02-1874: muerte en combate de Céspedes en San Lorenzo.
- 15/19-03-1874: batalla de las Guásimas.
- Abril de 1874: ataque al fuerte Cascorro, muerte en combate del Teniente coronel Miguel Maceo.
- 05-09-1874: captura del Mayor general Calixto García en San Antonio de Baja.
- 06-05-1875: cruce de la Trocha e inicio de la Invasión a Las Villas.
- 17-04-1875: sedición de Lagunas de Varona, protagonizada por el general Vicente García González.
- 29-06-1875: renuncia de Salvador Cisneros Betancourt a la presidencia de la República en Armas, presionado por la sedición antes mencionada. Es sucedido por el coronel Juan Bautista Spotorno, quien promulga el decreto que lleva su nombre (Decreto Spotorno), castigando con pena de muerte a todo cubano que apoye iniciativas de paz sin independencia.
- 29-03-1876: Spotorno es sucedido en el cargo de presidente de la república por Tomás Estrada Palma.
- 04-08-1876: muerte en combate del brigadier Henry Reeve en Yaguaramas.
- 23/26-09-1876: toma e incendio de Las Tunas por el general Vicente García.
- Octubre de 1876: fracaso de la Invasión a Las Villas. Gómez se retira del territorio.
- 22-02-1877: fallece en el exilio en Nueva York el vicepresidente de la República en Armas Francisco Vicente Aguilera, sin haber podido lograr sus objetivos de recaudar fondos para ayudar a los insurrectos en Cuba.
- 11-05-1877: sedición de Santa Rita, nuevamente protagonizada por Vicente García.
- 05-07-1877: carta del Mayor general Antonio Maceo al Mayor general Vicente García.
- 17-09-1877: sedición del Cantón de Holguín, protagonizada por José Enrique Collado.
- 19-10-1877: el presidente Estrada Palma es capturado por tropas españolas, encerrado en prisiones habaneras y deportado a España. Le sucede interinamente en el cargo su vicepresidente, el general Francisco Javier de Céspedes, hermano de Carlos Manuel de Céspedes.
- 13-12-1877: el general Vicente García sucede a Francisco Javier de Céspedes en la presidencia de la república.
- 04-02-1878: batalla de Juan Mulato.
- 07/09-02-78: batalla de San Ulpiano.
- 08-02-1878: autodisolución de la Cámara de representantes de la República de Cuba en Armas.
- 10-02-1878: firma del Pacto del Zanjón.
- 15-03-1878: protesta de Baraguá, encabezada por los hermanos Maceo.
- 16-03-1878: designación del Mayor general Manuel de Jesús Calvar como presidente provisional de la  República en Armas.
- Durante el año 1878: Continuación de la guerra en Oriente por los oficiales protestantes de Baraguá, con rendiciones escalonadas en mayo, junio, septiembre y octubre.
- 15-04-1879: protesta del Jarao, 22 km al sudeste de Sancti Spiritus, en Las Villas, protagonizada por el entonces brigadier Ramón Leocadio Bonachea, uno de los últimos oficiales cubanos en capitular.

### Personas destacadas
Algunas de las figuras más importantes de la guerra fueron:
- Carlos Manuel de Céspedes, quien no solamente fuera el iniciador del conflicto, sino que fue uno de los más radicales elementos en todo el proceso. Él fue el primer presidente de la República en Armas y fue también el primer funcionario cubano destituido de un cargo político. En una ocasión las fuerzas españolas detuvieron a uno de sus hijos y lo amenazaron con matarlo si no terminaba la guerra. Carlos Manuel respondió con una negativa que le costó la vida a su hijo. Este hecho le ganó el título de «Padre de la Patria».
- El mayor general Perucho Figueredo, uno de los principales conspiradores que iniciaron la lucha junto a Céspedes. Compositor de la letra y música del Himno Nacional de Cuba.
- El mayor general Máximo Gómez (el Generalísimo), militar de carrera dominicano, quien había peleado contra sus paisanos anti-anexionistas cuando era un joven militar del Ejército Español y que, después de la derrota de este en la que después fue la República Dominicana, se trasladó a Cuba, donde años más tarde sería uno de los líderes militares independentistas.
- El mayor general Antonio Maceo (el Titán de Bronce), un mulato liberto que ganó sus grados por su inteligencia estratégica y su valor. Principal artífice de la Protesta de Baraguá.
- El mayor general Vicente García González (el León de Santa Rita), quien fuera el último jefe de los Ejércitos de la República de la Guerra Grande y uno de los generales más temidos y respetados por el ejército colonial español.
- El mayor general Ignacio Agramonte (el Mayor), un aristócrata de la zona del Camagüey, quien renunció a todas sus riquezas y se unió a los insurgentes y fue famoso por varias acciones militares que demostraron su capacidad como líder y sus dotes como estratega.
- El mayor general Ángel del Castillo (la Tempestad a Caballo), otro aristócrata camagüeyano, primo del anterior. Famoso por sus acciones temerarias que le costaron la vida a inicios de la guerra.
- El brigadier Henry Reeve (el Inglesito), joven estadounidense que se unió a la causa independentista cubana. Segundo de Agramonte y, posteriormente, de Gómez. Prefirió suicidarse de un disparo en la sien antes que caer prisionero del enemigo.
- El mayor general Carlos Roloff, terrateniente polaco asentado en Cuba, solidario con la causa cubana.
- El mayor general Calixto García, general de las tres guerras de independencia de Cuba (1868-1898).
- El general José Maceo (el León de Oriente), uno de los hermanos menores de Antonio Maceo. Participó junto a sus hermanos en la Protesta de Baraguá.
- El brigadier Ramón Leocadio Bonachea, último alto oficial cubano en deponer las armas, un año después de finalizada la guerra.
- Leoncio Prado Gutiérrez, oficial de marina peruano, se alistó en el ejército libertador, capturó el buque español “Moctezuma”. Al izar la bandera cubana lo rebautizó “Céspedes”, por lo que se le considera el primer buque de la Marina del país en gestación.

### La ofensiva de la metrópoli: la «españolización» de la isla
España, al margen de su ofensiva militar, emprendió una ofensiva paralela, la civil. Para ello, incrementó el número de contingentes de inmigrantes españoles hacia Cuba, con el objeto de "españolizar" la Isla.[cita requerida]
Del año 1868 a 1880, llegaron a Cuba 382 476 españoles, y para el año 1898, cuando Cuba logra su independencia, eran 960 682, de los cuales 449 287 eran civiles y 511 395 eran militares.
Población española llegada a Cuba
| Año   | Civiles | Militares |
| ----- | ------- | --------- |
| 1868  | 15 035  | 7044      |
| 1869  | 14 005  | 26 200    |
| 1870  | 13 698  | 14 131    |
| 1871  | 11 880  | 17 819    |
| 1872  | 15 045  | 8613      |
| 1873  | 14 475  | 11 995    |
| 1874  | 14 978  | 12 163    |
| 1875  | 14 616  | 19 419    |
| 1876  | 12 220  | 33 688    |
| 1877  | 10 080  | 17 818    |
| 1878  | 10 783  | 9266      |
| 1879  | 15 109  | 26 323    |
| 1880  | 12 055  | 4018      |
| Total | 173 979 | 208 497   |

### Leyes puestas en práctica por el gobierno de la República en armas
- Junio de 1869: Ley de Matrimonio Civil.
- Julio de 1869: Ley de Organización Militar.
- Agosto de 1869: Ley de Instrucción Pública.
- Agosto de 1869: Ley de Organización Judicial.
- Agosto de 1869: Ley de Organización Administrativa.
- Agosto de 1869: Ley de Cargas Públicas.

### Estudiantes de medicina fusilados el 27 de noviembre de 1871
Uno de los eventos más trágicos de la guerra de los Diez Años fue el fusilamiento de los ocho estudiantes de medicina, lo que ocurrió durante el  gobierno del general Blas Villate y de la Hera, conde de Balmaseda (o Valmaseda).
Los ocho estudiantes fueron arrestados en su aula universitaria el 25 de noviembre de 1871, por el propio gobernador español de La Habana, acusados falsamente de haber arañado la tumba de un periodista español. Al día siguiente, bajo las órdenes del segundo cabo, general Crespo, por encontrarse ausente Valmaseda, los estudiantes fueron procesados en juicio sumarísimo. El fallo de este juicio no fue aceptado por los voluntarios españoles amotinados frente al edificio de la cárcel donde se celebrara el juicio. Los estudiantes fueron procesados seguidamente una segunda vez, donde fueron condenados a muerte.
Valmaseda, que había regresado a La Habana, no revocó el fallo ni lo conmutó por pena inferior. Los ocho estudiantes fueron ejecutados el 27 de noviembre de 1871, dos días después de su arresto. La fecha de noviembre 27 se celebra en Cuba como día de Duelo Nacional.
Los siguientes datos genealógicos fueron proveídos por Vivian Narváez, quien extrajo la información de la referencia que aparece al final de la página. Los ocho estudiantes, cuyo nombre no olvidará ningún cubano fueron: Alonso Álvarez de la Campa y Gamba, Anacleto Bermúdez y González de Piñera, José de Marcos Medina, Ángel Laborde y Pereda, Juan Pascual Rodríguez y Pérez, Carlos Augusto de la Torre y Madrigal, Carlos Verdugo y Martínez, y Eladio González y Toledo.

### Propiedades embargadas
Durante la guerra de los Diez Años, el gobierno Español embargó las propiedades de aquellas personas que ellos consideraban que apoyaban a la causa rebelde.
El Gobernador Superior Político publicó una orden a este efecto el 20 de abril de 1869. Esta orden fue publicada en la Gaceta del 9 de julio de 1869.
Comenzando en julio de 1869, listas de nombres de individuos cuyas propiedades habían sido embargadas fueron publicadas en el Diario de la Marina (periódico oficial del apostadero de La Habana).

### Solidaridad internacional con los independentistas cubanos
A nivel gubernamental se destaca la “Alianza contra España”, formada por Perú, Chile y Bolivia, surgida durante la guerra del Pacífico de 1865-1866, a las que enseguida se unieron  Venezuela, Colombia, México, República Dominicana, Haití, Brasil, El Salvador y Guatemala, que hicieron causa común con los insurgentes cubanos.
Es de destacar la solidaridad que tuvieron muchas personas del mundo con los independentistas cubanos. Entre los extranjeros que participaron voluntariamente en la contienda a favor de los sublevados, destacan los estadounidenses Thomas Jordan y Henry Reeve, el puertorriqueño Juan Rius Rivera, el peruano Leoncio Prado, el venezolano José Miguel Barreto, los dominicanos hermanos Marcano, etc. Igualmente, hubo franceses, italianos, e incluso españoles nacidos en la península ibérica que se unieron al Ejército Libertador Cubano. El dominicano Máximo Gómez y el polaco Carlos Roloff también se unieron a los insurrectos cubanos, pero ellos ya residían en Cuba antes de estallar el conflicto.

### Solidaridad alemana con España
En el caso de los alemanes, había un conflicto sobre la participación o no de un cuerpo de voluntarios. Basado en un telegrama de Otto von Bismarck en favor de la colaboración, las dos partes intentaron influir en Bismarck, sin embargo, ganaron los partidarios en favor de España. Ferdinand Heydrich Klein, jefe de la Compañía de los alemanes, que aglutinaba los comerciantes más influentes de Matanzas, así lo pedía a Bismarck y acordó formar en 1869 un comité de cinco miembros (George Rasch, P. J. Niese, Gustav Rohlson, A. Félix Lienau y el propio F. Heydrich, llamado el "Club de Alemanes") para preparar la formación de la tropa de voluntarios. Aunque convencieron a Bismarck de la neutralidad de los voluntarios, su posición era claramente en favor de España. Lo principal era proteger sus plantaciones e industrias.

## El final de la guerra: la Paz de Zanjón

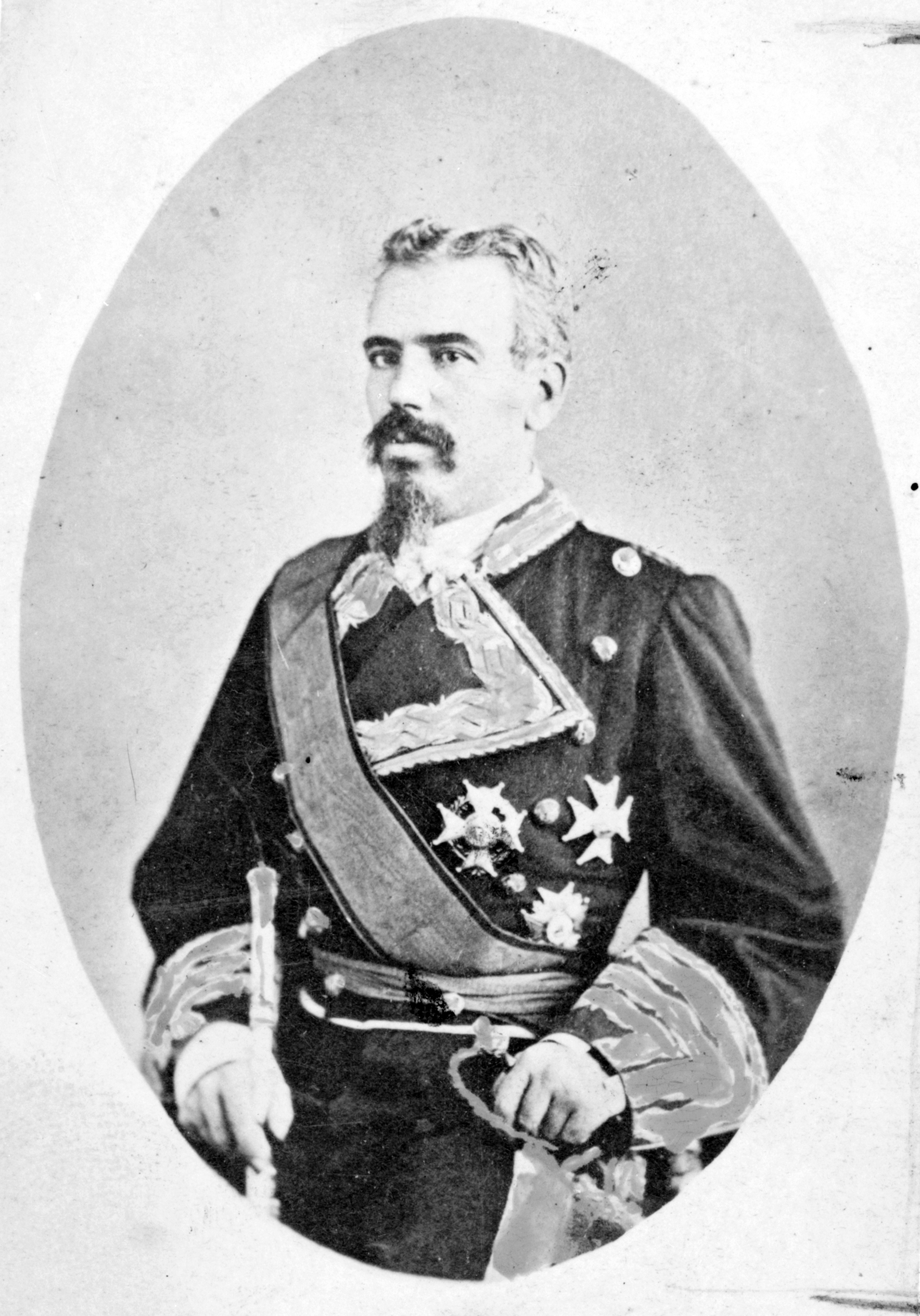
El general Arsenio Martínez Campos.

Cuba se encontraba bajo una crisis que la metrópoli no podía solucionar, entre otras cosas porque el gobierno español estaba enfrascado en diversos problemas internos que terminaron con la vuelta de los Borbones en 1874. La esclavitud era un freno para el desarrollo económico de la Isla y también constituía un problema social. Los cubanos aún seguían en un segundo plano en materia política; el conflicto terminó aparentemente con la Paz de Zanjón en 1878 que no puso solución a ninguno de los problemas anteriores.
Tras la victoria en la tercera guerra carlista en febrero de 1876, el gobierno español presidido por el liberal-conservador Antonio Cánovas del Castillo se propuso poner fin a la otra guerra que quedaba pendiente, la de Cuba. En aquel momento ya había causado cerca de cien mil muertos, de los cuales más del 90 % lo habían sido por enfermedades tropicales. Entre 42 000 y 70 000 soldados fueron enviados a la isla de refuerzo ―para hacer frente a 7000 insurgentes― y se suscribió un empréstito de 200 millones de pesetas con el recién creado Banco Hispano Colonial para financiar la campaña. Al mando de las operaciones fue enviado a Cuba el general Martínez Campos que desembarcó en noviembre de 1876. En un intento de reducir el apoyo de la población a los rebeldes ―especialmente de la rural― introdujo normas de carácter humanitario en la actuación de los soldados españoles que comenzaron a dar resultado aprovechando la creciente división interna de aquellos.

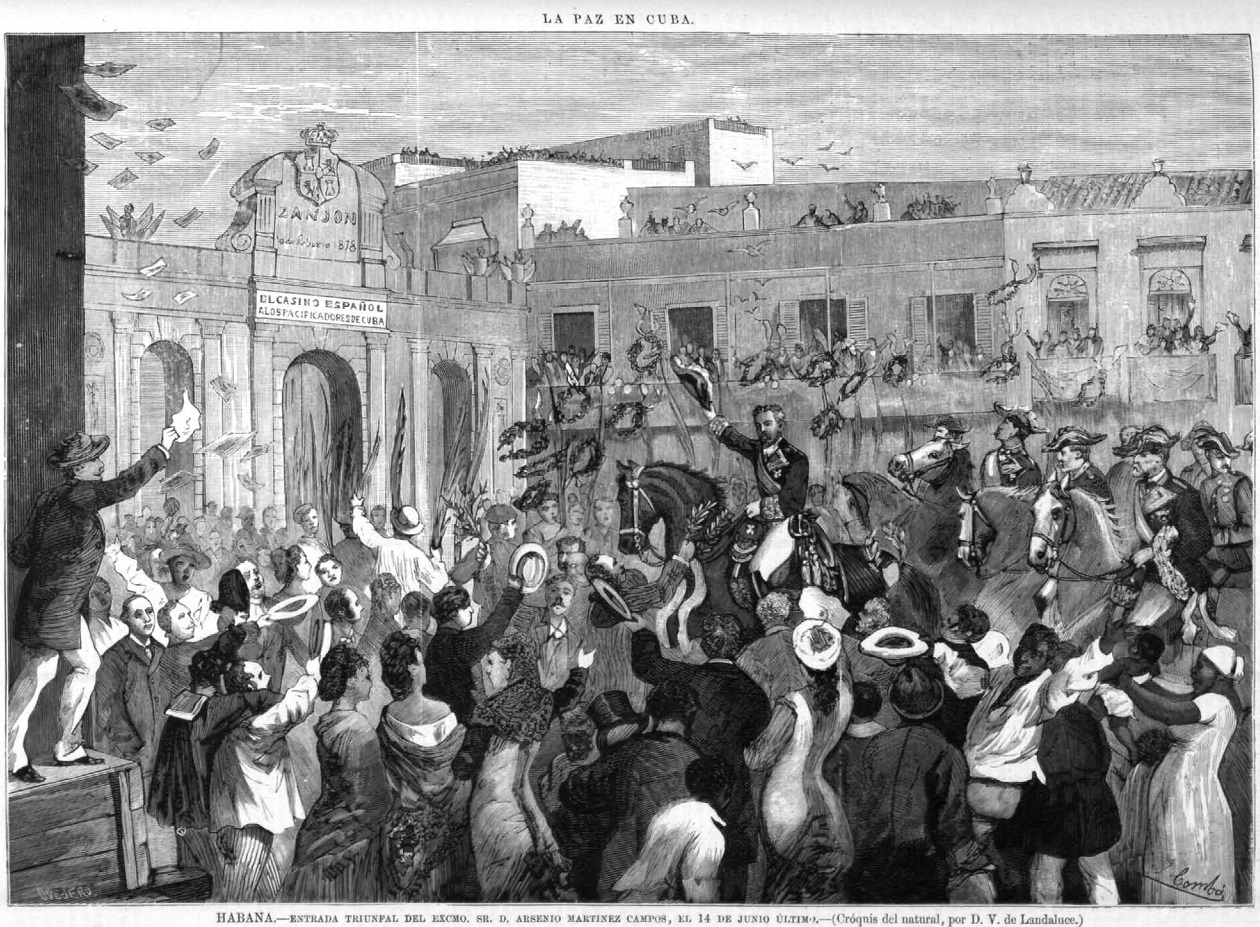
Entrada triunfal del general Martínez Campos en La Habana tras la firma de la paz de Zanjón que ponía fin a la guerra de los Diez Años (La Ilustración Española y Americana, 14 de junio de 1878).

En el otoño de 1877 Martínez Campos inició conversaciones con los insurgentes que culminaron con la firma el 10 de febrero de 1878 del convenio o pacto de Zanjón. En el mismo había dos «capitulaciones» principales, además de la conservación de la libertad de los esclavos que habían combatido en las filas rebeldes: la primera, la concesión a Cuba de las «mismas condiciones políticas, orgánicas y administrativas de que disfruta la isla de Puerto Rico», lo que implicaba también la abolición de la esclavitud ―en Puerto Rico había sido abolida en marzo de 1873, durante la Primera República Española―; la segunda, el «olvido del pasado» sobre los posibles delitos cometidos por ambos bandos a lo largo de los diez años de guerra. De esta forma se puso fin a la contienda, aunque hasta mayo continuaron las hostilidades contra una facción independentista encabezada por Antonio Maceo que no había aceptado el acuerdo y que finalmente se rindió ―Martínez Campos le permitió que se refugiara en la colonia británica de Jamaica―.
Hubo dos reivindicaciones de los insurrectos que no fueron aceptadas por Martínez Campos: la «asimilación [de Cuba] a las provincias españolas bajo la Constitución vigente [en España], excepción de las quintas» y la garantía de que el general seguiría para asegurar el cumplimiento de lo pactado. A pesar de todo, la «paz de Zanjón» fue vista como el comienzo de una nueva era para la isla, «en la cual fueron asequibles para los cubanos muchas de las libertades formales propias de un Estado liberal». Sin embargo, muchos plantadores y propietarios de esclavos no lo vieron del mismo modo «por parecerles mucho lo que a los enemigos se concedía» y uno de sus representantes la llegó a calificar como «la mil veces maldita paz del Zanjón».

### Causas del fracaso de losinsurrectos
- Regionalismo: Las tropas se negaban a salir de su zona de combate y residencia de sus familias, lo que provocaba una desigualdad en el desarrollo de la guerra.
- Indisciplinas militares: En esta etapa se realizaron dos sediciones: “Lagunas de Varona” y “Santa Rita” las dos protagonizadas por Vicente García, en la región de Las Tunas; en ellas el militar pedía cambios tan drásticos como la renuncia del presidente. Posteriormente, también estalló un movimiento secesionista entre los independentistas cubanos de la región de Holguín, el cual minó, todavía más, a las debilitadas tropas cubanas.
- Contradicciones entre el gobierno independentista y el Ejército Libertador: El gobierno cívico-militar de la República de Cuba en Armas intervenía excesivamente en las decisiones de los altos mandos militares del ejército mambí.
- Falta de unidad: El desacuerdo entre los diferentes mandos de la guerra causó un desequilibrio entre el poder militar y el civil, lo que ya se venía manifestando desde la asamblea de Guáimaro, donde no quedaron claras las facultades de cada poder.
- Caudillismo: Se desarrolló entre determinados jefes militares independentistas un cierto espíritu mesiánico, lo cual los llevó a desobedecer a sus superiores.
- Escasez de recursos y prolongamiento excesivo de la contienda: No se logró hacer una guerra rápida y eficaz, por lo que las tropas quedaron exhaustas y en una situación deplorable.
- Cese de las expediciones de ayuda del exterior: Durante los últimos años de la guerra dejaron de arribar a la isla expediciones de patriotas con armas y municiones de refuerzo, lo cual aisló a los mambises y los dejó sin recursos para continuar.
- Traición de algunos jefes a la causa independentista: Varios jefes militares y políticos (fundamentalmente del Camagüey y algunos de Las Villas) se pasaron al bando español hacia finales de la guerra, motivados algunos por sobornos y otros por cansancio. Cabe destacar el caso de Juan Bautista Spotorno, presidente del gobierno independentista (1875-1876), quien sería uno de los principales cabecillas del Partido Autonomista (de marcados tintes anti-independentistas) luego del Pacto del Zanjón.